# Campeonato de Clubes Campeones del Interior 1965
La Copa Nacional de Clubes de 1965, llamada Dionisio Alejandro Vera, fue la primera edición del torneo de clubes de la Organización del Fútbol del Interior. Tuvo la participación de 20 equipos, cada equipo representaba a un departamento del interior (sin contar a Montevideo) de Uruguay, a excepción de Colonia y Tacuarembó que tuvieron dos representantes.

## Equipos participantes
La siguiente es una lista de los equipos que disputaron el certamen, según su procedencia:
| Departamento          | Ciudad                 | Equipo                  |
| --------------------- | ---------------------- | ----------------------- |
| Artigas 1 cupo        | Artigas                | San Eugenio             |
| Canelones 1 cupo      | Juanicó                | Juanicó                 |
| Cerro Largo 1 cupo    | Melo                   | Armiño                  |
| Colonia 2 cupos       | Colonia del Sacramento | Plaza Colonia           |
| Colonia 2 cupos       | Nueva Helvecia         | Plaza de Nueva Helvecia |
| Durazno 1 cupo        | Durazno                | Unión Juvenil           |
| Flores 1 cupo         | Trinidad               | Peñarol                 |
| Florida 1 cupo        | Florida                | Quilmes                 |
| Lavalleja 1 cupo      | Minas                  | Las Delicias            |
| Maldonado 1 cupo      | San Carlos             | Atenas                  |
| Paysandú 1 cupo       | Paysandú               | Paysandú Wanderers      |
| Río Negro 1 cupo      | Fray Bentos            | Fray Bentos             |
| Rivera 1 cupo         | Rivera                 | Oriental                |
| Rocha 1 cupo          | Rocha                  | River Plate             |
| Salto 1 cupo          | Salto                  | Salto Uruguay           |
| San José 1 cupo       | San José de Mayo       | Universal               |
| Soriano 1 cupo        | Mercedes               | Con Los Mismos Colores  |
| Tacuarembó 2 cupos    | Paso de los Toros      | Oriental                |
| Tacuarembó 2 cupos    | Tacuarembó             | Ferrocarril             |
| Treinta y Tres 1 cupo | Treinta y Tres         | San Lorenzo             |

### Zonas
| Zona    | Sectores              | Equipo                  |
| ------- | --------------------- | ----------------------- |
| Este    | Cerro Largo           | Armiño                  |
| Este    | Lavalleja             | Las Delicias            |
| Este    | Maldonado             | Atenas                  |
| Este    | Rocha                 | River Plate             |
| Este    | Treinta y Tres        | San Lorenzo             |
| Litoral | Artigas               | San Eugenio             |
| Litoral | Colonia (Interior)    | Plaza de Nueva Helvecia |
| Litoral | Paysandú              | Paysandú Wanderers      |
| Litoral | Río Negro             | Fray Bentos             |
| Litoral | Salto                 | Salto Uruguay           |
| Litoral | Soriano               | Con Los Mismos Colores  |
| Norte   | Rivera                | Oriental                |
| Norte   | Tacuarembó (Capital)  | Ferrocarril             |
| Norte   | Tacuarembó (Interior) | Oriental                |
| Sur     | Canelones             | Juanicó                 |
| Sur     | Colonia (Capital)     | Plaza Colonia           |
| Sur     | Durazno               | Unión Juvenil           |
| Sur     | Flores                | Peñarol                 |
| Sur     | Florida               | Quilmes                 |
| Sur     | San José              | Universal               |

## Primera fase

### Zona Litoral

#### Grupo 1
Integrado por los sectores: Artigas, Paysandú y Salto.
| Equipo             | Pts | PJ | PG | PE | PP | GF | GC | Dif. |
| ------------------ | --- | -- | -- | -- | -- | -- | -- | ---- |
| Paysandú Wanderers | 6   | 4  | 3  | 0  | 1  | 8  | 4  | 4    |
| Salto Uruguay      | 4   | 4  | 2  | 0  | 2  | 4  | 5  | -1   |
| San Eugenio        | 2   | 4  | 1  | 0  | 3  | 5  | 8  | -3   |

| \| Fecha \| Lugar \| Local \| Resultado \| Visitante \| \| ----------- \| -------- \| ------------------ \| --------- \| ------------------ \| \| 27 de marzo \| Artigas \| San Eugenio \| 1:4 \| Paysandú Wanderers \| \| 4 de abril \| Salto \| Salto Uruguay \| 1:0 \| Paysandú Wanderers \| \| 11 de abril \| Artigas \| San Eugenio \| 0:1 \| Salto Uruguay \| \| 14 de abril \| Paysandú \| Paysandú Wanderers \| 2:1 \| San Eugenio \| \| 18 de abril \| Paysandú \| Paysandú Wanderers \| 2:1 \| Salto Uruguay \| \| 24 de abril \| Salto \| Salto Uruguay \| 1:3 \| San Eugenio \| |          |                    |           |                    |
| Fecha | Lugar    | Local              | Resultado | Visitante          |
| 27 de marzo | Artigas  | San Eugenio        | 1:4       | Paysandú Wanderers |
| 4 de abril | Salto    | Salto Uruguay      | 1:0       | Paysandú Wanderers |
| 11 de abril | Artigas  | San Eugenio        | 0:1       | Salto Uruguay      |
| 14 de abril | Paysandú | Paysandú Wanderers | 2:1       | San Eugenio        |
| 18 de abril | Paysandú | Paysandú Wanderers | 2:1       | Salto Uruguay      |
| 24 de abril | Salto    | Salto Uruguay      | 1:3       | San Eugenio        |

#### Grupo 2
Integrado por los sectores: Colonia, Río Negro y Soriano.
| Equipo                  | Pts | PJ | PG | PE | PP | GF | GC | Dif. |
| ----------------------- | --- | -- | -- | -- | -- | -- | -- | ---- |
| Con Los Mismos Colores  | 7   | 4  | 3  | 1  | 0  | 8  | 5  | 3    |
| Fray Bentos             | 5   | 4  | 2  | 1  | 1  | 7  | 3  | 4    |
| Plaza de Nueva Helvecia | 0   | 4  | 0  | 0  | 4  | 5  | 12 | -7   |

| \| Fecha \| Lugar \| Local \| Resultado \| Visitante \| \| ----------- \| -------------- \| ----------------------- \| --------- \| ----------------------- \| \| 21 de marzo \| Fray Bentos \| Fray Bentos \| 4:0 \| Plaza de Nueva Helvecia \| \| 28 de marzo \| Nueva Helvecia \| Plaza de Nueva Helvecia \| 1:2 \| Fray Bentos \| \| 31 de marzo \| Mercedes \| Con Los Mismos Colores \| 3:2 \| Plaza de Nueva Helvecia \| \| 4 de abril \| Nueva Helvecia \| Plaza de Nueva Helvecia \| 2:3 \| Con Los Mismos Colores \| \| 15 de abril \| Fray Bentos \| Fray Bentos \| 0:0 \| Con Los Mismos Colores \| \| 18 de abril \| Mercedes \| Con Los Mismos Colores \| 1:3 \| Fray Bentos \| |                |                         |           |                         |
| Fecha | Lugar          | Local                   | Resultado | Visitante               |
| 21 de marzo | Fray Bentos    | Fray Bentos             | 4:0       | Plaza de Nueva Helvecia |
| 28 de marzo | Nueva Helvecia | Plaza de Nueva Helvecia | 1:2       | Fray Bentos             |
| 31 de marzo | Mercedes       | Con Los Mismos Colores  | 3:2       | Plaza de Nueva Helvecia |
| 4 de abril | Nueva Helvecia | Plaza de Nueva Helvecia | 2:3       | Con Los Mismos Colores  |
| 15 de abril | Fray Bentos    | Fray Bentos             | 0:0       | Con Los Mismos Colores  |
| 18 de abril | Mercedes       | Con Los Mismos Colores  | 1:3       | Fray Bentos             |

#### Final zonal
| 2 de mayo | Con Los Mismos Colores | 0:5 | Paysandú Wanderers |  |  |

| 9 de mayo | Paysandú Wanderers | 2:0 | Con Los Mismos Colores |  |  |

| Bandera de Uruguay                      |
| Campeón Zona Litoral Paysandú Wanderers |